# Riccardo di Montecassino
Riccardo di Montecassino, ou Riccardo Annibaldi (mort à Mont-Cassin le 1er mars 1262) est un cardinal italien du début du XIIIe siècle. Il est membre de l'ordre des bénédictins.

## Biographie
Riccardo est élu abbé de l'abbaye du Mont-Cassin en 1252. Le pape Alexandre IV le crée cardinal lors d'un consistoire entre le 17 août 1255 et le 1er février 1256. 
Il est déposé par le pape Alexandre IV en 1259, pour avoir participé à la couronnement de Manfred Ier de Sicile à Palerme en 1258, qui est considéré comme usurpateur par le pape. Riccardo reste abbé jusqu'à sa mort en 1262.